# Б&Х ерлајнс
Б&Х ерлајнс (B&H Airlines) је био национални авио-превозник Босне и Херцеговине. Главно авио-чвориште компаније био је Аеродром Сарајево. Компанија је прекинула све операције у јуну 2015. године.

## Историја
Компанија је основана 1994. као „Ер Босна“ (Air Bosna). Летела је ка европским одредиштима авионима Макдонел Даглас МД-81 (T9-AAC ) и Јаковљев-42Д (T9-ABD ). У јесен 2003. Ер Босна је банкротирала. Савјет министара Босне и Херцеговине је 2004. донео одлуку о оснивању функционалне босанскохерцеговачке авио-компаније. 2005. године, компанија је поново почела са летовима, овог пута под именом Б&Х ерлајнс, са два купљена авиона, АТР 72-212.
Компанија је прекинула све операције 11. јуна 2015. године. Компанијски сертификат ваздухопловног оператера је опозван 2. јула исте године.

## Редовне линије
У време гашења, компанија је обављала летове до следећих дестинација:
- Босна и Херцеговина
  - Бања Лука (Аеродром Бања Лука)
  - Сарајево (Аеродром Сарајево)
- Данска
  - Копенхаген (Аеродром Копенхаген)
- Србија
  - Београд (Аеродром Београд)
- Швајцарска
  - Цирих (Аеродром Цирих)

### Чартер летови
- Турска
  - Бодрум (Аеродром Бодрум)

### Код Шер
- ЧСА (Праг)
- Монтенегро ерлајнс (Скопје)
- Ер Србија (Београд-Никола Тесла)
- Туркиш ерлајнс (Истанбул, Аеродром Ататурк)

### Нове дестинације
Доласком још једног млазног авиона, најављено је да ће европске дестинације бити много боље покривене, нарочито до аеродрома на којима је могуће преседање на интерконтиненталне летове за САД, Канаду и Аустралију. У плану је била кооперација са ЧСА за летове до Северне Америке, Азије, Блиског истока и неких европских градова до којих Б&Х ерлајнс није летела. Све ови планови су отказани, гашењем компаније.

## Флота
| Тип        | Број авиона | Број седишта | Регистрације |
| ---------- | ----------- | ------------ | ------------ |
| АТР 72-212 | 2           | 66           | ,            |